# President Cup 2019 (hockey in-line)
La President Cup 2019 è stata la 9ª edizione della omonima competizione europea per squadre di club di hockey in-line. È stata disputata dall'11 al 14 aprile 2019 a Roana in Italia. 
Il Norton Cyclones si è aggiudicato il trofeo per la prima volta nella sua storia sconfiggendo in finale l'IhcSF Linth.

## Squadre partecipanti
- Charleroi Wolves
- Mannheim
- Hornets Bisley
- Norton Cyclones
- IhcSF Linth
- Köping

## Partite

### Seconda fase a gironi

#### Girone A
| Squadra          | Pt | G | V | VR | PR | P | GF | GS | DR |
| ---------------- | -- | - | - | -- | -- | - | -- | -- | -- |
| IhcSF Linth      | 4  | 2 | 1 | 0  | 1  | 0 | 8  | 8  | 0  |
| Mannheim         | 3  | 2 | 0 | 1  | 1  | 0 | 11 | 11 | 0  |
| Charleroi Wolves | 2  | 2 | 0 | 1  | 0  | 1 | 6  | 6  | 0  |

| Asiago 13 aprile 2019, ore 9:00 UTC+1 | IhcSF Linth | 2 – 1 | Charleroi Wolves |  |

| Asiago 13 aprile 2019, ore 14:00 UTC+1 | Charleroi Wolves | 5 – 4 (d.t.s.) | Mannheim |  |

| Asiago 13 aprile 2019, ore 19:00 UTC+1 | Mannheim | 7 – 6 (d.t.s.) | IhcSF Linth |  |

#### Girone B
| Squadra         | Pt | G | V | VR | PR | P | GF | GS | DR |
| --------------- | -- | - | - | -- | -- | - | -- | -- | -- |
| Norton Cyclones | 6  | 2 | 2 | 0  | 0  | 0 | 7  | 4  | +3 |
| Köping          | 3  | 2 | 1 | 0  | 0  | 1 | 8  | 6  | +2 |
| Hornets Bisley  | 0  | 2 | 0 | 0  | 0  | 2 | 4  | 9  | -5 |

| Asiago 13 aprile 2019, ore 10:30 UTC+1 | Hornets Bisley | 2 – 6 | Köping |  |

| Asiago 13 aprile 2019, ore 15:30 UTC+1 | Köping | 2 – 4 | Norton Cyclones |  |

| Asiago 13 aprile 2019, ore 20:30 UTC+1 | Norton Cyclones | 3 – 2 | Hornets Bisley |  |

### Fase finale

#### Semifinali
| Asiago 14 aprile 2019, ore 8:30 UTC+1 | IhcSF Linth | 5 – 2 | Köping |  |

| Asiago 14 aprile 2019, ore 10:00 UTC+1 | Norton Cyclones | 15 – 3 | Mannheim |  |

#### Finale 5º posto
| Asiago 14 aprile 2019, ore 12:00 UTC+1 | Charleroi Wolves | 4 – 6 | Hornets Bisley |  |

#### Finale 3º posto
| Asiago 14 aprile 2019, ore 14:00 UTC+1 | Köping | 12 – 5 | Mannheim |  |

#### Finale 1º posto
| Roana 14 aprile 2019, ore 15:00 UTC+1 | IhcSF Linth | 2 – 6 | Norton Cyclones |  |